# Padalište
Padalište (makedonsky: Падалиште, albánsky: Patalisht) je vesnice v Severní Makedonii. Nachází se v opštině Gostivar v Položském regionu. 

## Demografie
Podle sčítání lidu z roku 2021 zde žije 287 obyvatel. Etnické skupiny jsou:
- Albánci – 251
- Bosňáci – 2
- ostatní – 34